# Humboldtstraße (Hamburg)
Die Humboldtstraße in Hamburg ist eine Wohn- und Gewerbestraße im Ortsteil Barmbek-Süd. Sie verläuft parallel zum Winterhuder Weg von der Hamburger Straße zur Herderstraße. Gebäude mit Publikumsverkehr sind die Grundschule Humboldtstraße, die Kassenärztliche Vereinigung Hamburg und die Stadtteilschule Humboldtstraße.

## Straßenanfang: Hamburger Straße bis Heinrich-Hertz-Straße

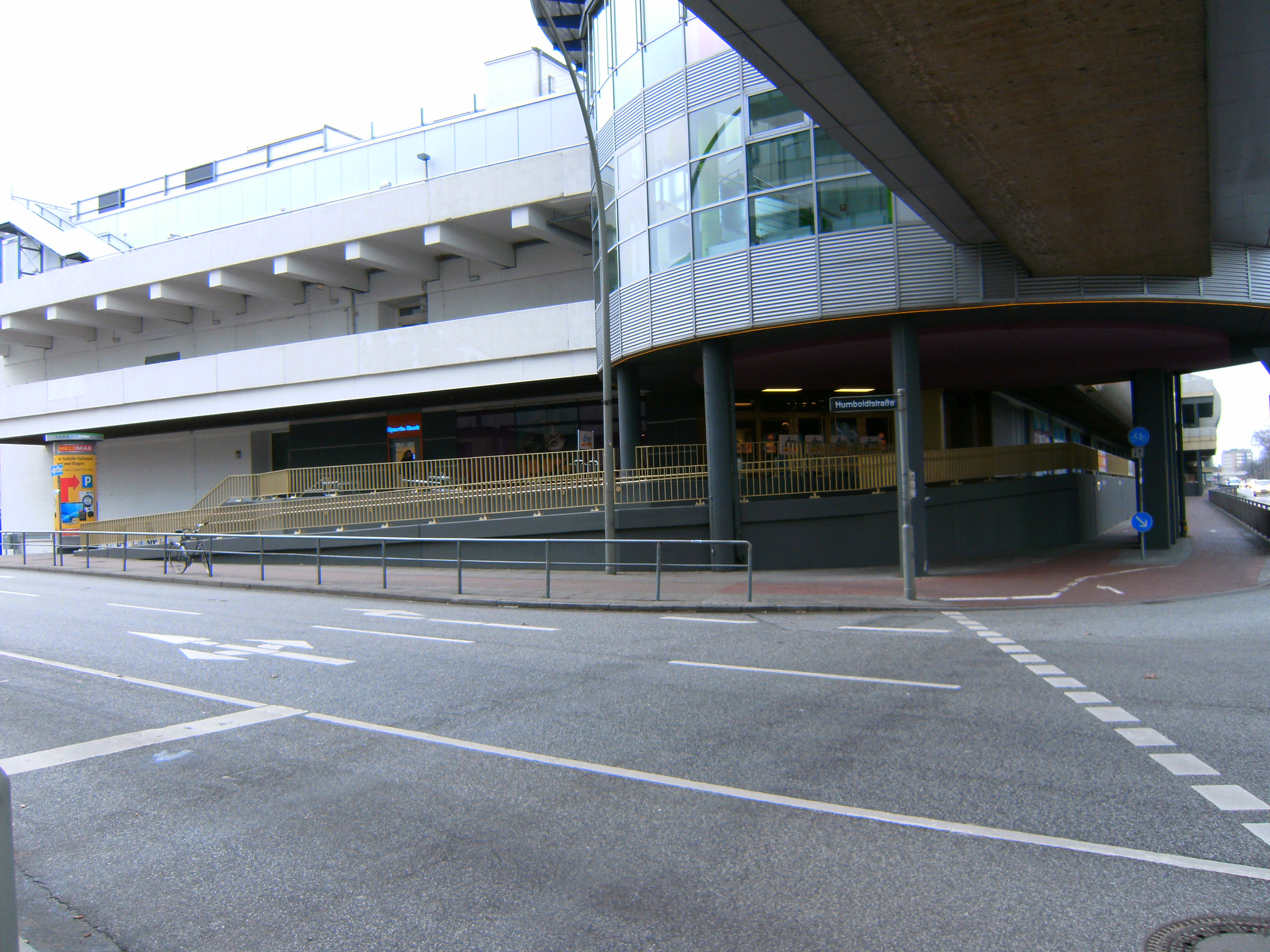
Humboldtstraße/Ecke Hamburger Straße

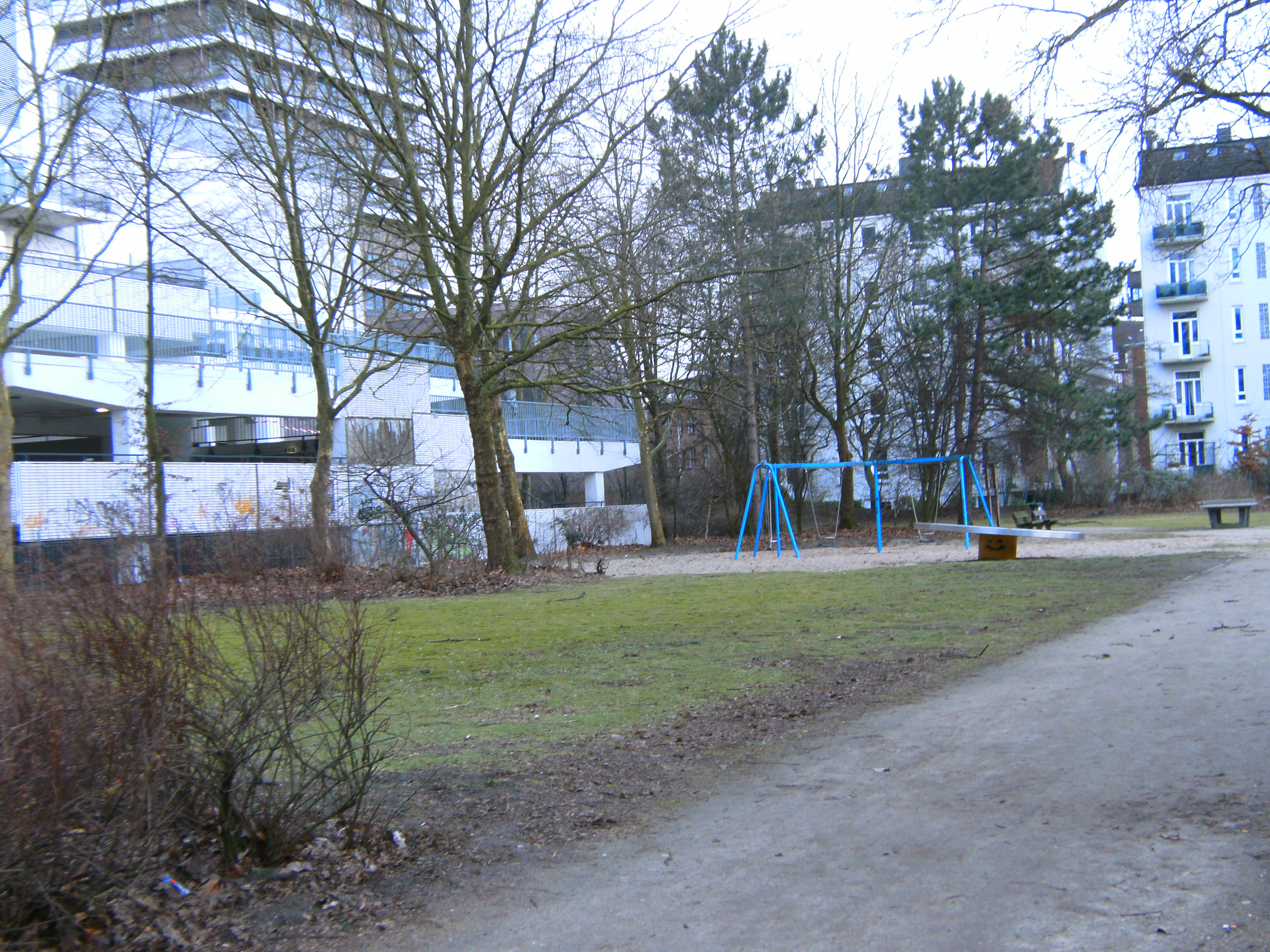
Grünstreifen Richtung Winterhuder Weg

An der Ecke Hamburger Straße/Humboldtstraße beginnt die Straße als Einbahnstraße. Hier befindet sich der westliche Fußgängereingang zum Shopping Center Hamburger Meile. Die gegenüberliegende Straßenseite wird durch einen der Mundsburg-Türme begrenzt. Es folgen Einfahrten in die Parkhäuser der Einkaufszentren. Nach der Querstraße Bostelreihe wird die Humboldtstraße zur Straße mit Gegenverkehr. Es folgen dann eine kleine Grünanlage, Klinkerhäuser und die Grundschule Humboldtstraße.

## Abschnitt Heinrich-Hertz-Straße bis Beethovenstraße

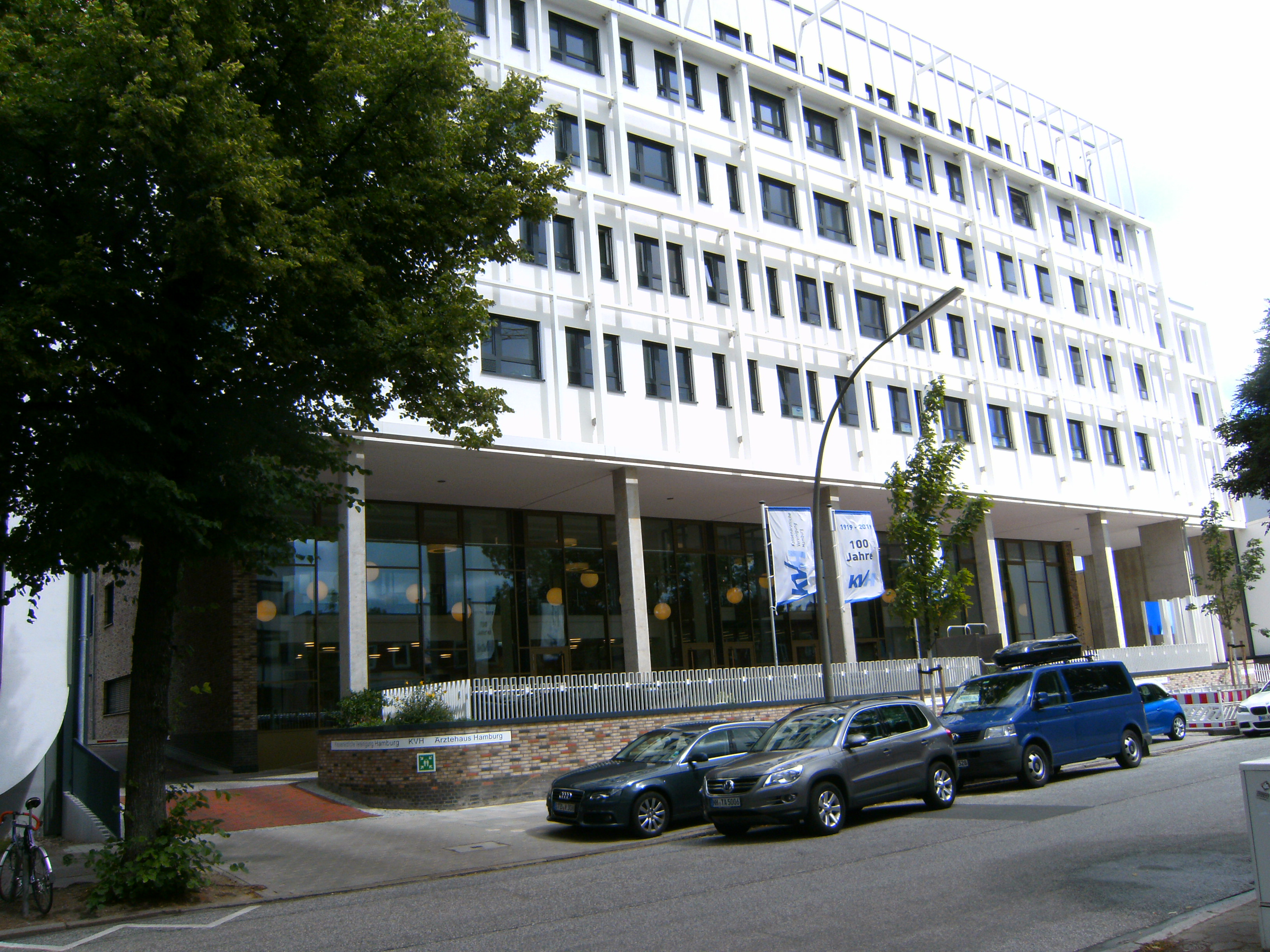
Hamburg, Humboldtstraße 56: Gebäude der Kassenärztlichen Vereinigung Hamburg, Neubau von 2017, Frontalansicht

Dieser Abschnitt ist durch gewerbliche Bebauung geprägt. Das Gebäude der Kassenärztlichen Vereinigung Hamburg (KVH) in der Humboldtstraße 56 dient der Selbstverwaltung der niedergelassenen Ärzte und Psychotherapeuten in Hamburg. Es wurde im September 2017 in Betrieb genommen und ist ein Bürogebäude, Restaurant und Versammlungsgebäude. In der Nähe der Beethovenstraße sind noch einige Gründerzeit-Wohnbauten erhalten.

## Abschnitt Beethovenstraße bis Mozartstraße

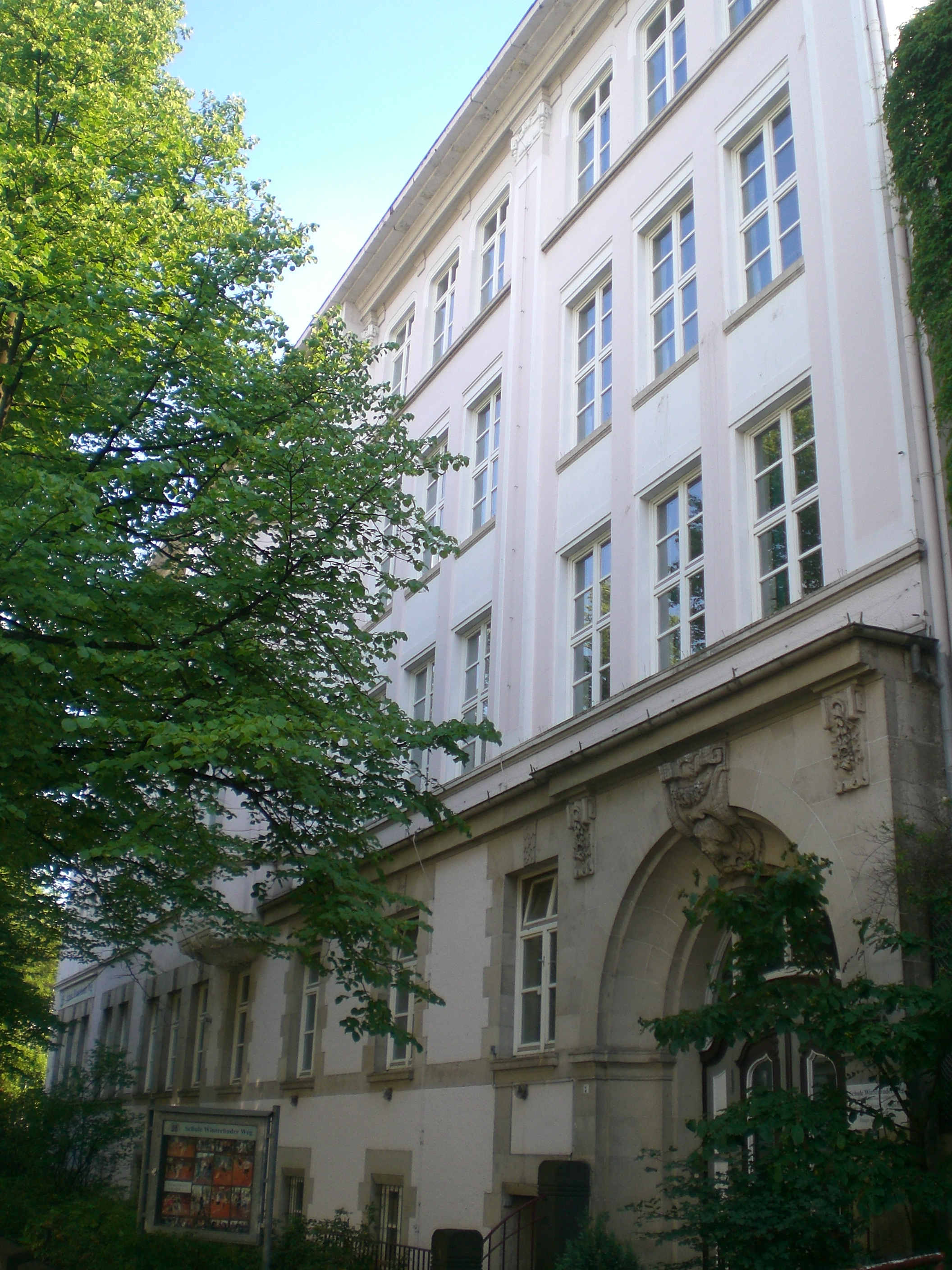
Ilse-Löwenstein-Schule

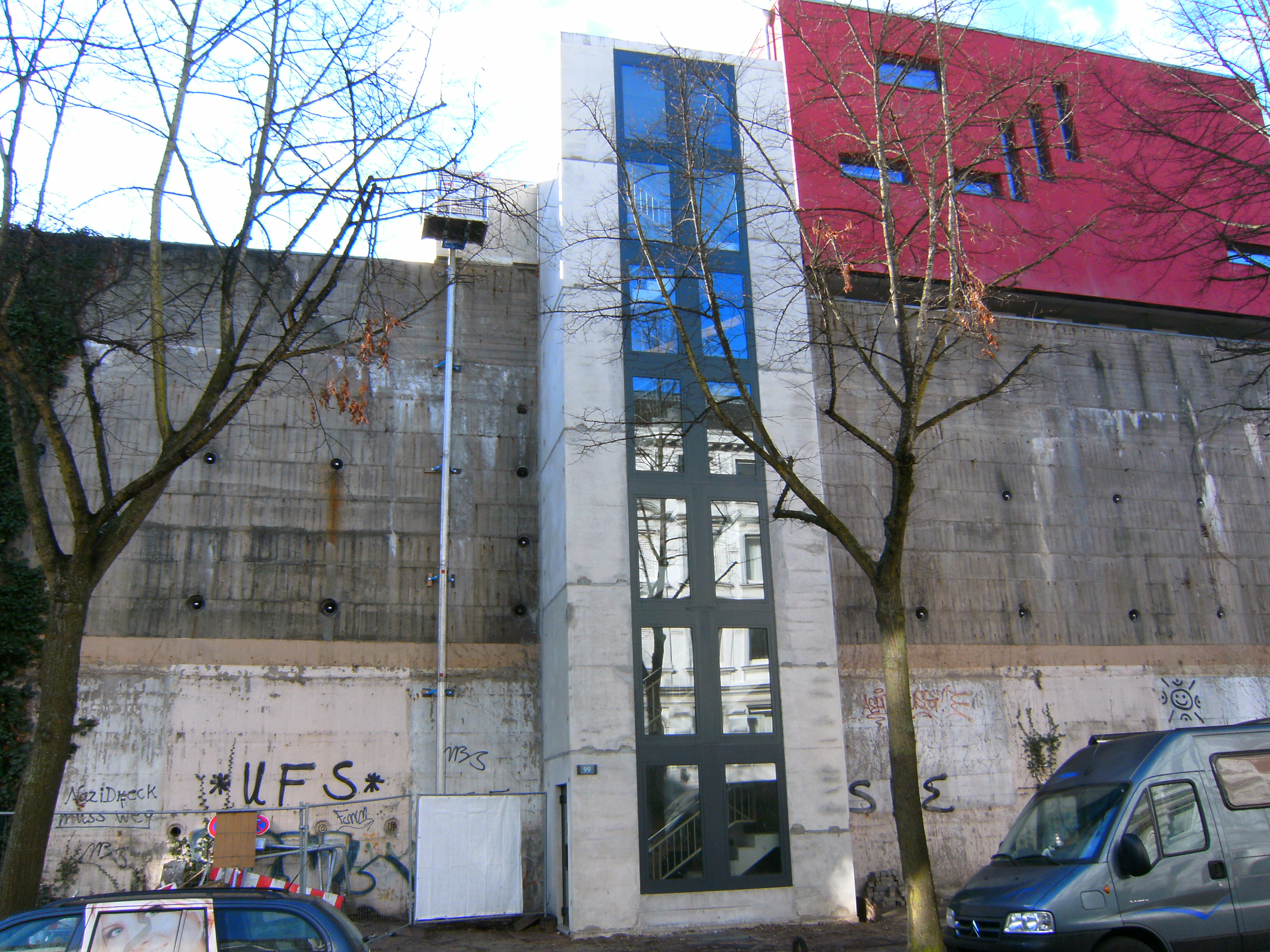
Hochbunker Humboldtstraße 99

Hier steht die Ilse-Löwenstein-Schule, die früher Stadtteilschule Humboldtstraße hieß. Am Eingang zum Schulhof erinnert eine Tafel der Geschichtswerkstatt Barmbek, an der Schüler der Schule mitgearbeitet haben, an den Künstler Richard Haizmann sowie die starke Bebauung und die engen Wohnverhältnisse der Humboldtstraße vor der Bombardierung im Zweiten Weltkrieg. Im Straßenabschnitt steht in der Humboldtstraße 91 ein Hochbunker aus dem Zweiten Weltkrieg. Auf dessen Dach wurden zwei Penthouse-Wohnungen gebaut. Sie waren über ein außen angebautes Treppenhaus zugänglich. Mitte Dezember 2017 brannte das hölzerne Penthaus ab und musste eingerissen werden. Auch Gründerzeit-Wohnhäuser stehen in diesem Abschnitt.

## Straßenende Mozartstraße bis Herderstraße
Dieser Abschnitt ist eng bebaut und durch Gewerbe und Wohnhäuser geprägt.   